# Helter Skelter (The Beatles)
Helter Skelter è un brano musicale dei Beatles. La canzone fu scritta interamente da Paul McCartney (sebbene porti anche la firma di John Lennon, secondo la convenzione che i due autori rispettarono sempre). Il brano apparve nell'album The Beatles del 1968, noto come White Album (lett. "album bianco").
Essendo stato un tentativo consapevole, da parte di McCartney, di creare un brano il più possibile sporco e pesante, la canzone è stata considerata precorritrice dell'heavy metal, e in essa si ritrovano elementi che si sarebbero sviluppati solo negli anni successivi, come, ad esempio, le parti vocali urlate, la chitarra estremamente distorta o il basso dal suono crudo e potente.
Del brano sono state realizzate numerosissime cover, incluse quelle di Mötley Crüe, Oasis, U2, Aerosmith e Siouxsie and the Banshees.
L'espressione in inglese helter skelter indica i grandi scivoli di forma elicoidale dei luna park, ma ha anche il significato di "caotico, confuso".

## Descrizione
Si tratta di un brano particolarmente insolito per lo stile abituale del quartetto di Liverpool, una traccia violenta, rumorosa e decisamente "hard" rispetto agli standard dell'epoca e dei Beatles stessi. McCartney sostenne di aver avuto l'idea per comporre la canzone leggendo una recensione di un singolo degli Who, I Can See for Miles, descritto come la canzone "più cattiva e selvaggia mai registrata", con chitarre distorte, riverberi e voci urlate.
La canzone si apre bruscamente con un riff ripetuto di chitarra elettrica molto distorta. Poi inizia la parte vocale di McCartney, aggressiva e a tratti urlata, a cui si unisce, al primo ritornello, il resto della strumentazione.

### Composizione e ispirazione

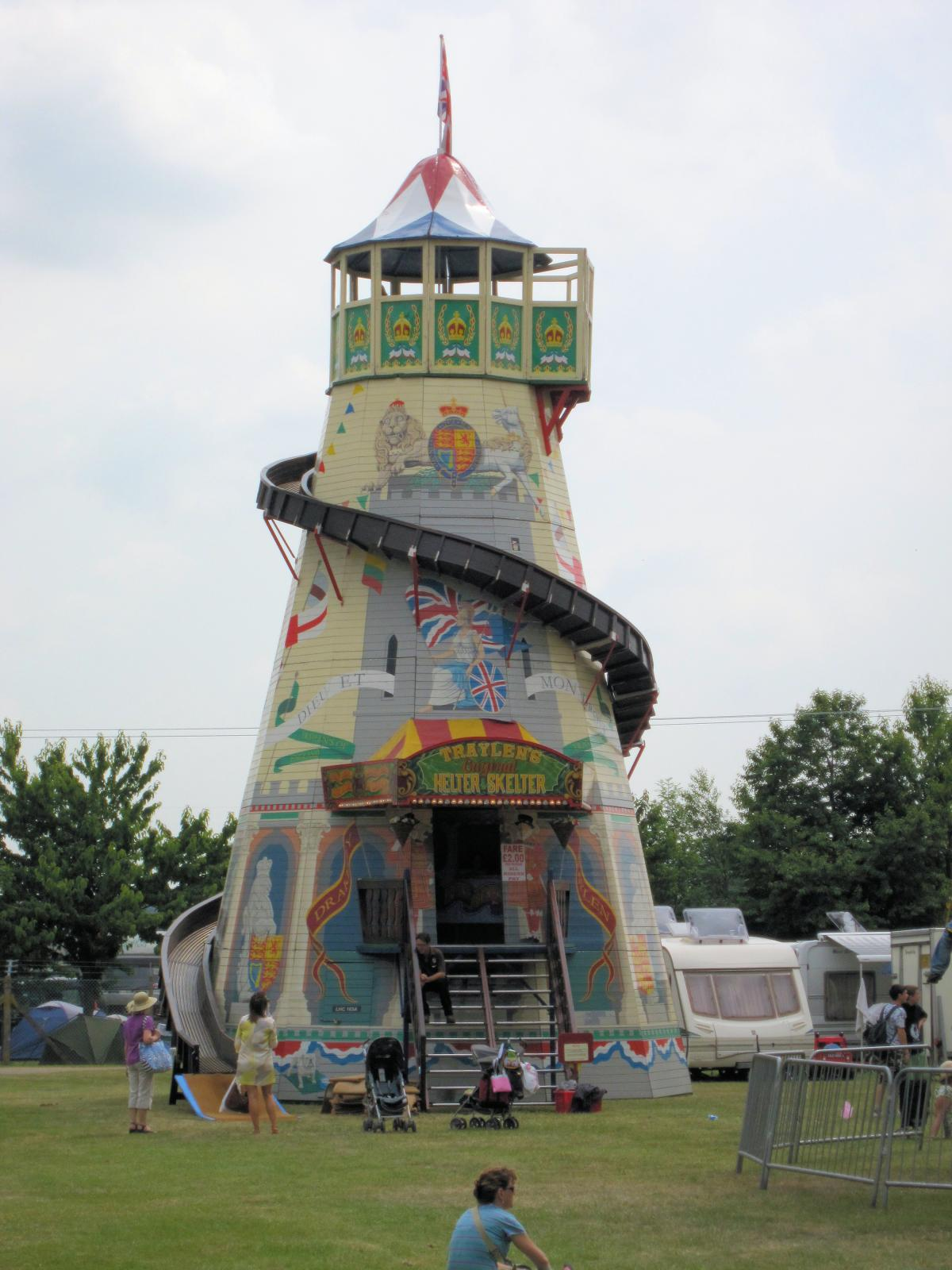
Un Helter Skelter a Brighton, Regno Unito

Come detto, Paul McCartney raccontò di aver tratto ispirazione dalla lettura di un articolo presente su un numero del 1967 della rivista Guitar Player contenente un'intervista a Pete Townshend degli Who nella quale egli descriveva l'ultimo singolo del gruppo, I Can See for Miles, come la canzone più rumorosa, selvaggia e sporca mai registrata. Spinto dalla competizione insita nelle parole di Townshend, McCartney scrisse Helter Skelter, con l'intenzione di farne un brano ancora più "duro". Per il titolo, Paul sfruttò l'ambiguità della locuzione helter skelter, che in lingua inglese può indicare sia una "confusione disordinata", sia lo scivolo elicoidale presente nei luna park.

### Registrazione
Durante le registrazioni del 18 luglio 1968, fu eseguita una lunga versione della canzone di 27 minuti e 11 secondi ad oggi ancora totalmente inedita. Questa prima versione era piuttosto lenta ed ipnotica, abbastanza "psichedelica". Di un'altra versione lunga circa 12 minuti incisa nella stessa giornata, è stato ricavato un estratto di 4:37 per l'Anthology 3. La versione poi finita nell'album, registrata il 9 settembre, è il frutto di diciotto versioni di circa cinque minuti ciascuna, e l'ultima fu quella che venne poi scelta.
Alla fine dell'esecuzione, Ringo Starr scagliò via le bacchette della batteria, gridando: «I've got blisters on my fingers!» (Ho le vesciche alle dita!), esclamazione che fu lasciata nella versione definitiva del brano. La versione mono (originariamente solo sull'LP originale), più corta di circa un minuto, termina alla prima dissolvenza senza la frase finale di Ringo. Inizialmente questa versione mono non fu disponibile negli Stati Uniti poiché gli album registrati in mono erano stati messi fuori commercio. Verso la fine del brano, durante il fade in, si sentono gli assolo di sassofono e di tromba suonati rispettivamente da John Lennon e da Mal Evans, passaggi musicali caotici dato che nessuno dei due sapeva suonare lo strumento.
Secondo quanto riferito dal produttore Chris Thomas, presente in studio all'epoca, la sessione del 18 luglio fu particolarmente movimentata: «Mentre Paul stava incidendo la sua parte vocale, George Harrison diede fuoco a un portacenere, se lo mise sulla testa, e corse in giro per lo studio».

### Critica e riconoscimenti
Data la sua particolarità nel repertorio dei Beatles e l'indubbio fascino che ne deriva, la canzone è stata reinterpretata da molti artisti nel corso degli anni e celebrata dai critici, incluso Richie Unterberger di AllMusic. Unterberger definì la composizione "uno dei brani rock più feroci e brutali mai realizzati da chiunque" e "straordinaria". Ian MacDonald fu invece critico verso il brano, definendolo "ridicolo, con McCartney che urlacchia poco convinto contro un muro di feedback". Il musicologo Alan W. Pollack disse che la canzone avrebbe "spaventato ed inquietato" gli ascoltatori, citando "la natura ossessiva" e la violenza latente insita in Helter Skelter.
Nel corso di un'intervista del 1980, a proposito di Helter Skelter, John Lennon disse: «Quella è Paul completamente... Non ha nulla a che fare con nulla, e men che mai ha a che fare con "me"».
Il brano è stato inserito alla posizione numero 52 nella lista delle "100 migliori canzoni dei Beatles" della rivista Rolling Stone.
Nel marzo 2005, la rivista Q ha classificato Helter Skelter alla posizione numero 5 della sua lista delle 100 Greatest Guitar Tracks.

## Formazione
The Beatles
- Paul McCartney – voce, chitarra ritmica
- John Lennon – cori, basso, sassofono tenore
- George Harrison – cori, chitarra solista
- Ringo Starr – batteria, urlo (alla fine)

Altri musicisti
- Mal Evans – tromba

## Charles Manson

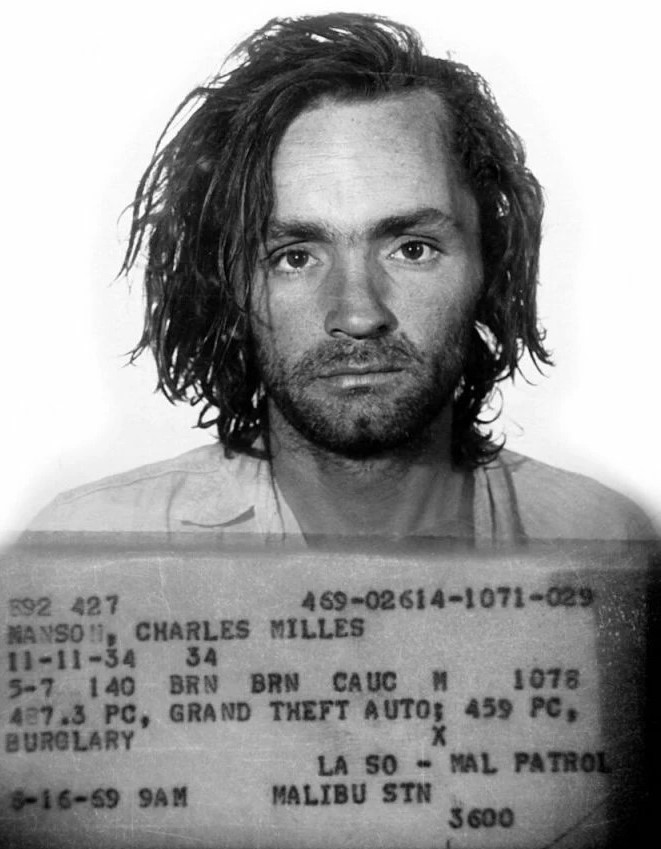
Charles Manson nel gennaio 1971

Questo brano è anche tristemente noto per il massacro compiuto dalla banda di Charles Manson nella villa del regista Roman Polański, dove persero la vita sua moglie, Sharon Tate, incinta di otto mesi, e alcuni invitati. Manson ascoltò questa canzone insieme alle altre del White Album e le interpretò come un monito dell'avvicinarsi della guerra di razze. Vide i Beatles come i "Quattro Angeli dell'Apocalisse" menzionati nel libro Rivelazione del Nuovo Testamento e credette che le loro canzoni dicessero a lui e ai suoi seguaci di prepararsi («Look out, 'cause here she comes»). Manson chiamò questa guerra da lui menzionata proprio "Helter Skelter". Le parole "Healter Skelter" furono scritte, in tale maniera sgrammaticata, con il sangue delle vittime, sul frigorifero nella casa dei coniugi Leno & Rosemary LaBianca, altro omicidio perpetrato dai membri della "famiglia" di Manson.
Il 25 novembre 1969, durante una perquisizione dello Spahn Movie Ranch, la base logistica di Manson e compagnia, fu scoperto e asportato dalla polizia il pannello di un armadio su cui si leggevano le scritte: «Helter Skelter is coming down fast» e «1, 2, 3, 4, 5, 6, 7, all good children go to Heaven», questi ultimi i versi di chiusura di You Never Give Me Your Money, una canzone dei Beatles inclusa nell'album Abbey Road, pubblicato due mesi prima. Lo sportello proveniva dalla roulotte di Juan Flynn, uno dei lavoranti di Spahn che frequentavano la Family all'epoca.

## Cover
- Nel 1978, Siouxsie & the Banshees hanno inserito una cover dark di questa canzone nell'album The Scream. Una versione dal vivo compare nel loro album Nocturne del 1983.
- Nel 1981, Pat Benatar eseguì una cover di Helter Skelter come una traccia finale in Precious Time.
- Nel 1983, i Mötley Crüe registrarono la loro versione di questa canzone nel loro album Shout at the Devil.
- Nel 1983, i The Bobs ne interpretarono una versione a cappella nel loro omonimo album. Dopo si guadagnarono una Grammy nomination nel 1984 per il migliore arrangiamento di una canzone già esistente.
- Nel 1988, gli U2 pubblicarono la canzone nel loro album e film Rattle and Hum. L'introduzione di Bono Vox per questa canzone fu: «This is a song Charles Manson stole from the Beatles. We're stealing it back.» («Questa è una canzone che Charles Manson rubò ai Beatles. Noi adesso gliela riprendiamo!»); la canzone era stata registrata a Denver alla McNichols Arena, l'8 novembre 1987 nel corso del The Joshua Tree Tour.
- Gli Aerosmith registrarono la loro versione di Helter Skelter negli anni settanta e la inclusero nel loro album Pandora's Box.
- La rock band statunitense dei Bon Jovi ha più volte, nel corso della propria attività dal vivo, proposto la cover di questo brano dei Beatles, molto amata dai fans.
- I Soundgarden suonarono una versione rallentata e stravolta di Helter Skelter con testi da loro aggiunti durante il loro tour Down on the Upside del 1996. Mai eseguita ufficialmente da loro, è comunque disponibile come bootleg e tramite file-sharing. Nel 2011 la loro versione è stata inclusa nell'album compilation Live on I-5.
- Per il quarto album degli Oasis, Standing on the Shoulder of Giants, il loro paroliere Noel Gallagher scrisse una cover della canzone, inserendola come una lato B del singolo Who Feels Love?. La band ha anche interpretato una versione dal vivo di Helter Skelter nel loro album Familiar to Millions.
- Helter Skelter fu cantata anche dal gruppo gallese Stereophonics.
- Nel 2000 Fabio KoRyu Calabrò ne ha inciso una versione in italiano, intitolata Alka Seltzer, contenuta nel suo disco Albume bianco.
- Nel 2005 la canzone è stata eseguita dal vivo da Greg Dulli insieme agli Afterhours.
- Nel 2007 la cantante Dana Fuchs ha realizzato una cover del brano utilizzata anche per il film Across The Universe, al quale ha preso parte nel ruolo di Sadie.
- Nel 2008, gli Spite Extreme Wing hanno incluso nel loro ultimo album Vltra una cover del brano, cantata da Herr Morbid dei Forgotten Tomb.
- Nel 2010 Marco Mengoni l'ha suonata durante il suo Re Matto Tour, dopo che la canzone era stata da lui eseguita nel programma X Factor.
- Nel 2014 una cover del brano cantata da Roger Daltrey è stata inserita nel tribute album The Art of McCartney.
- Nel 2014 la band The Dead Daisies pubblica la cover nell'EP a tiratura limitata Face I Love.
- Nel 2018 Rob Zombie e Marilyn Manson durante il tour Twins of Evil hanno inciso una loro cover della canzone.

## Citazioni e omaggi
- Nel 1974, il procuratore distrettuale Vincent Bugliosi, che si occupò di perseguire legalmente Manson e la sua family, intitolò Helter Skelter il libro nel quale raccontava la sua esperienza durante il processo.
- Nell'album dei TISM del 1995, Machiavelli and the Four Seasons, la canzone Play Mistral For Me contiene questi versi: «The Beatles found out with Helter Skelter/And John Lennon saw it in Mr. Chapman/And The Stones learnt from Gimme Shelter/You're only as good as your fans».
- Nel 2005 durante un episodio di South Park, la sveglia di Randy Marsh si spegne la mattina con un DJ che dice: «The Beatles White Album Helter Skelter»
- In un episodio de I Griffin, To Live and Die in Dixie, Stewie Griffin urla: «I've got blisters on my fingers!» dopo aver cantato la canzone.
- L'episodio 27 dell'anime Eureka Seven del 2006 è intitolato Helter Skelter.
- Nel libro dello scrittore Christopher Pike Whispers of Death c'è un personaggio chiamato Helter Skelter.
- Nell'episodio de I Simpson Homer Loves Flanders il luogo che Homer e Flanders visitano è chiamato Helter Shelter.
- In No More Heroes, Helter Skelter è l'assassino numero 11, noto anche come The Drifter, nella classifica della UAA (United Assassins Association)
- Una delle spade di Tidus, protagonista di Final Fantasy X, si chiama Helter Skelter.
- Una delle spade di Lightning, protagonista di Final Fantasy XIII, si chiama Helter Skelter.
- A Milano, fra il 1985 e il 1987, il collettivo Helter Skelter ha partecipato alle iniziative e ha fatto parte del movimento dei centri sociali Virus e Leoncavallo, portando a Milano, fra gli altri, anche i Sonic Youth.
- Billy Joel utilizzò la frase «I've got blisters on my fingers», alla fine della sua versione estesa a 12 pollici di Sometimes a Fantasy.
- Nel gioco di ruolo Vampire: Bloodlines scegliendo di giocare come un membro del clan Malkavian, ad un certo punto si può incontrare un reduce del Vietnam che viene chiamato dal personaggio Helter Skelter.
- La nona puntata della settima stagione della serie televisiva Dexter ha come titolo Helter Skelter.
- Nel libro Lo stagno di fuoco di Daniele Nadir, Helter Skelter è il ponte delle anime che conduce i dannati all'inferno.